# Crypturellus erythropus idoneus
Crypturellus erythropus idoneus es una subespecie del tinamú patas rojas, un ave terrestre de la familia Tinamidae, endémica de regiones montañosas del noreste de Colombia, particularmente en la Sierra de Perijá y zonas adyacentes.

## Descripción
Se trata de una subespecie de tamaño mediano, con una longitud aproximada entre 27 y 30 cm. Su plumaje es similar al de otras subespecies del grupo, con dorso pardo oscuro, tenue moteado dorsal, y partes inferiores más claras, grisáceas o anteadas.
- Crypturellus e. idoneus se diferencia por un tono general algo más oscuro y uniforme, especialmente en el pecho y flancos. Las patas son de color rojizo intenso, y el pico corto, curvado y gris oscuro. No hay diferencias visibles entre machos y hembras.

## Distribución
Esta subespecie está restringida al noreste de Colombia, donde habita zonas de vegetación densa en altitudes bajas y medias de la Sierra de Perijá. Su rango es limitado y poco documentado debido al acceso difícil en la región.

## Hábitat y comportamiento
Vive en bosques húmedos de montaña, bordes de selva y áreas secundarias con vegetación cerrada. Es terrestre y escurridiza, difícil de observar directamente. Se alimenta de frutos pequeños, semillas e insectos que encuentra en el suelo del bosque.

## Conservación
Aunque la subespecie no ha sido evaluada de forma independiente, está incluida en la clasificación general de la especie, catalogada como de Preocupación menor por la UICN. Sin embargo, la pérdida de hábitat por deforestación en la Sierra de Perijá podría representar una amenaza local.